# Gondwanatitan faustoi
Gondwanatitan faustoi (Gondwanatitan, "tità de Gondwana") és un gènere representat per una única espècie de dinosaure sauròpode titanosàurid, que va viure a la fi del període Cretaci superior, fa aproximadament 83 milions d'anys, en el Santonià, en el territori que avui és Sud-amèrica. Nomenat a causa de l'antic superccontinent de Gondwana que va unir una vegada els continents meridionals moderns (Sud-amèrica, Àfrica, Austràlia, Antàrtida i l'Índia). Gondwanatitan és un relativament petit, al voltant de 8 a 10 metres de llarg i 10 tones de pes, estant lleugerament construït.
El Gondwanatitan faustoi, es descriu i es compara amb altres membres d'aquest clado de sauròpodes. L'espècimen consisteix en un esquelet incomplet (MN 4111-V) que prové de la regió d'Álvares Machado, Estat de São Paulo, del Brasil i va ser trobat en els dipòsits continentals de la Formació Adamantina del Grup Bauru del Cretaci inferior. Aquest tàxon té les següents autapomorfías, superfícies articulessis distales de les vèrtebres caudals proximals i mitjanes amb forma de cor, cresta deltopectoral de l'húmer desenvolupada i corbada medialmente, la tíbia amb la part anterior de l'articulació próximal que projecta dorsalment i de la cresta cnemial corbada lleument a lateral. Encara que la seva posició filogenètica no aquesta clara, aquest tàxon no aquesta estretament vinculat als membres de saltasaurí i es pot també distingir de titanosaures més basals com andesaure i malawisaure. Comparteix almenys un caràcter únic amb eolosaure, una espina dorsal neural fortament dirigida cap a anterior en les caudals proximals i mediocaudals anteriors i però més material de tots dos taxons és necessari per confirmar una propera relacions entre ells.